# Gran Premi de Lugano (contrarellotge)
El Gran Premi de Lugano és una antiga cursa ciclista que es disputava sota la modalitat de contrarellotge individual a Lugano, Suïssa. Es disputà entre 1950 i 1979, sent Jacques Anquetil, amb set victòries, el ciclista que més vegades la guanyà.
El 1981 fou reemplaçada per una nova cursa, amb el mateix nom, però en línia.

## Palmarès
| Any     | Vencedor         | Segon            | Tercer              |
| ------- | ---------------- | ---------------- | ------------------- |
| 1950    | Ferdi Kübler     | Fausto Coppi     | Hugo Koblet         |
| 1951    | Fausto Coppi     | Hugo Koblet      | Ferdi Kübler        |
| 1952    | Fausto Coppi     | Giancarlo Astrua | Louison Bobet       |
| 1953    | Jacques Anquetil | Pasquale Fornara | Ferdi Kübler        |
| 1954    | Jacques Anquetil | Pasquale Fornara | Isaac Vitré         |
| 1955    | Rolf Graf        | Aldo Moser       | Jean Brankart       |
| 1956    | Fausto Coppi     | Rolf Graf        | Albert Bouvet       |
| 1957    | Ercole Baldini   | Aldo Moser       | Fausto Coppi        |
| 1958    | Jacques Anquetil | Gérard Saint     | Gilbert Desmet      |
| 1959    | Jacques Anquetil | Ercole Baldini   | Alcide Vaucher      |
| 1960    | Jacques Anquetil | Gilbert Desmet   | Ercole Baldini      |
| 1961    | Jacques Anquetil | Rolf Graf        | Jan Hugens          |
| 1962    | Rolf Graf        | Ercole Baldini   | Ferdinand Bracke    |
| 1963    | Raymond Poulidor | Ferdinand Bracke | Jean-Claude Lebaube |
| 1964    | Ferdinand Bracke | Gianni Motta     | Rudi Altig          |
| 1965    | Jacques Anquetil | Gianni Motta     | Robert Hagmann      |
| 1966    | Vittorio Adorni  | Felice Gimondi   | Jacques Anquetil    |
| 1967    | Felice Gimondi   | Bernard Guyot    | Robert Hagmann      |
| 1968    | Eddy Merckx      | Felice Gimondi   | Rudi Altig          |
| 1969    | Rudi Altig       | Ole Ritter       | Herman Van Springel |
| 1970    | Ole Ritter       | Gösta Pettersson | Tomas Pettersson    |
| 1971    | Luis Ocaña       | Gösta Pettersson | Herman Van Springel |
| 1972    | Felice Gimondi   | Roger Swerts     | Ole Ritter          |
| 1973    | no disputat      | no disputat      | no disputat         |
| 1974    | Ole Ritter       | Francesco Moser  | Roger De Vlaeminck  |
| 1975    | Roy Schuiten     | Francesco Moser  | Freddy Maertens     |
| 1976-77 | no disputat      | no disputat      | no disputat         |
| 1978    | Joop Zoetemelk   | Francesco Moser  | Bernt Johansson     |
| 1979    | Michel Laurent   | Josef Fuchs      | Daniel Gisiger      |